# Trio Eroika
Trio Eroika je slovenski moški vokalni trio, ki je začel delovati leta 2007. Člani skupine, Matjaž Robavs (bariton), Aljaž Farasin (drugi tenor) in Metod Žunec (prvi tenor), so šolani pevci, izvajajo pa predvsem domače in svetovne komercialne glasbene uspešnice iz žanrov zabavne, koncertne in operne glasbe. Producent, aranžer, dirigent in umetniški vodja skupine je Patrik Greblo. Skupina se je širšemu občinstvu prvič predstavila v spremljevalnem programu Eme 2007 s priredbo evrovizijske pesmi »Stop« Omarja Naberja. Med njihove največkrat izvajane pesmi sodijo »Dan ljubezni«, »Namesto koga roža cveti«, »Ko mene več ne bo«, »Nessun dorma« in »Feliz«, španska prepesnitev uspešnice »Ti si mi u krvi«. Trio je večkrat sodeloval s Simfoničnim orkestrom RTV Slovenija. Slovijo predvsem po priredbah slovenskih evergreenov.
Doslej so izdali 3 albume: Eroika (2007), za katerega so prejeli platinasto ploščo (za prodajanost), Nad mestom se dani (2009), ki je dosegel zlato naklado, in Življenje (2011). Imajo tudi dva gonga popularnosti.
Novembra 2015 so predstavili svoj prvi videospot za svojo prvo avtorsko skladbo »Fortuna«, ki je bila napisana posebej zanje. Leta 2016 so sodelovali na Slovenski popevki, ki je potekala v okviru Dnevov slovenske zabavne glasbe, z »Za vse življenje«.

## Diskografija
| Leto | Album              | Pesmi |
| ---- | ------------------ | --- |
| 2007 | Eroika             | - Stop - Ko mene več ne bo - Feliz (Ti si mi u krvi) - Solinar - Namesto koga roža cveti - Goodbye (Lane moje) - Mati bodiva prijatelja - Dan ljubezni - Ko zvonovi zapojo - Ni bilo zaman                       |
| 2009 | Nad mestom se dani | - Nad mestom se dani - Una herida mas - Julija - How long - Zate & Lahko noč Piran - Vandima - Endless love - Splavaj misel - Nessun dorma - Granada - Jesen u meni                                              |
| 2011 | Življenje          | - Ko si na tleh - Nisem jaz - Življenje je - Hold me now - Moje orglice - Peškador - Ne ori ne sejaj - Fortuna - Always on my mind - When you tell me that you love me - Il senso della vita (Ko mene več ne bo) |